# Jonathan David (fotbollsspelare)
Jonathan Christian David, född 14 januari 2000, är en kanadensisk fotbollsspelare som spelar för Juventus. Han representerar även det kanadensiska landslaget.

## Uppväxt
David föddes i New York av haitiska föräldrar och flyttade till Port-au-Prince, Haiti, när han var tre månader gammal. Vid sex års ålder emigrerade han och hans familj från Haiti till Kanada och bosatte sig i huvudstaden Ottawa.

## Klubbkarriär
Den 11 augusti 2020 värvades David av franska Lille, där han skrev på ett femårskontrakt. Han debuterade i Ligue 1 den 22 augusti 2020 i en 1–1-match mot Rennes, där han blev inbytt i den 64:e minuten mot Burak Yılmaz.

## Landslagskarriär
David debuterade för Kanadas landslag den 9 september 2018 i en 8–0-vinst över Amerikanska Jungfruöarna.

## Meriter
Lille
- Ligue 1: 2020/2021
- Trophée des Champions: 2021

Individuella
- Concacaf Gold Cup Best XI: 2019
- Concacaf Gold Cup Golden Boot: 2019
- Jupiler Pro League bästa målskytt: 2019/2020 (delad med Dieumerci Mbokani)
- Årets spelare i Kanada: 2019
- Jean-Claude Bouvy Trophy: 2019/2020